# Eggerthella guodeyinii
Eggerthella guodeyinii es una bacteria grampositiva del género Eggerthella. Fue descrita en el año 2021. Su etimología hace referencia al profesor Deyin Guo. Es anaerobia estricta e inmóvil. Tiene un tamaño de 0,4-0,5 μm de ancho por 1-1,8 μm de largo. Catalasa positiva y oxidasa negativa. Forma colonias lisas y traslúcidas. Temperatura de crecimiento entre 20-42 °C, óptima de 35-37 °C. Tiene un contenido de G+C de 66,2%. Se ha aislado de heces humanas en la provincia de Qinghai, China. 